# Tachypteron
Tachypteron – rodzaj najstarszego znanego obecnie przedstawiciela rodziny upiorowatych (Emballonuridae) z rzędu nietoperzy. Opisany po raz pierwszy w 2002 roku ze środkowoeoceńskiego stanowiska Messel w Niemczech. Obejmuje jeden gatunek – Tachypteron franzeni. Nazwa gatunkowa honoruje niemieckiego paleontologa Jensa Lorenza Franzena.